# Nelson Oduber
Nelson Oduber (født 1947 i Oranjestad) er en Arubansk politiker, der i perioderne 1989-1994 og 2001-2009 var premierminister i Aruba. 
Han er medlem af partiet Movimiento Electoral di Pueblo. 